# Der Tanz der Schatten
Der Tanz der Schatten ist ein Lied der Gothic-Metal-Band Theatre of Tragedy, das die Band 1996 veröffentlichte. Es erschien in der Hochphase des Genres Gothic Metal und avancierte zu einem Clubhit.

## Hintergrund und Veröffentlichungen
Das Stück Der Tanz der Schatten entstand in der Ausarbeitung des zweiten Studioalbums der norwegischen Band. Es wurde als Teil des Albums im Juli 1996 im Commusication Studio im deutschen Frankenthal aufgenommen und am 18. August 1996 als Teil des Albums sowie am 16. September des gleichen Jahres von Theatre of Tragedy als erste Single der Band veröffentlicht. Das Label Massacre Records hatte der Band nach dem Erfolg des selbstbetitelten Debütalbums ein höheres Budget zugesprochen. Mit der finanziellen Unterstützung band Theatre of Tragedy in der Aufnahme des Stücks das russische Streicherensemble Nedeltcho Boiadjiev ein und arbeitete mit Gerhard Magin als Tontechniker und Pete ‘Pee Wee’ Coleman als Musikproduzent an der Aufnahme.
Zur Aufnahme des Stücks bestand Theatre of Tragedy aus dem The-Beauty-and-the-Beast-Gesangsduo Raymond István Rohonyi und Liv Kristine Espenæs, den Gitarristen Tommy Lindal und Geir Flikkeid, dem Keyboarder Lorentz Aspen, dem Bassisten Eirik Saltrø und dem Schlagzeuger Hein Frode Hansen. Sänger Raymond István Rohonyi schrieb einen Text in deutscher Sprache, den er als ein Schauspiel bezeichnete, und ließ Tilo Wolff von Lacrimosa sowie den Tontechniker und Studioinhaber Gerhard Magin Korrekturen an seinem Entwurf vornehmen. Die Musik zu dem tragischen Dialog zwischen dem von Rohonyi gesungenen Vampir und dessen von Liv Kristine gesungener menschlichen Partnerin schrieben der vor den Aufnahmen des Albums ausgeschiedene ehemalige Gitarrist Pål Bjåstad und Theatre of Tragedy. Dabei stritten die Musiker ausgiebig um das Arrangement. Der Gitarrist Tommy Lindal lehnte den erhöhten Bezug zur Gothic-Szene ab.
Nachkommend folgten Überarbeitungen des Stücks. So veröffentlichte Theatre of Tragedy am 16. September die Club-Mix-Version, in der das finale „Ich Liebe Dich“ als Refrain genutzt wird, als Teil der Single und mit As the Shadow Dance eine Version mit englischem Text auf der EP A Rose for the Death am 25. März 1997.

## Musik und Text
Der Tanz der Schatten wurde im 4/4-Takt und im Grundton D-Dur bei einem Tempo von 128 BpM geschrieben. Markant ist der als geträllert beschriebene Gesang von Liv Kristine im Refrain. Das Stück gilt als stimmungsvoll, energiegeladen und tanzbar.
Der von Raymond István Rohonyi geschriebene Text des ‚Schauspiels‘ Der Tanz der Schatten ordnet sich konzeptionell in den groben Gothic-Novel-Rahmen des Albums. Das Stück handelt von den Schwierigkeiten einer Liebe zwischen Mensch und Vampir. Dabei singen beide Stimmen einen Großteil simultan mit unterschiedlichen Melodieführungen. So überlagern sich die Stimmen in Strophen und Bridge. Eine von Rohonyi gesprochene Passage, in der der Vampir seine Einsamkeit und seinen Blutdurst beklagt, wird nur dabei nur von Liv Kristine Espenæs mit einem gelegentlichen lautmalerischen Gesang begleitet. Im Finale des Stücks empfängt die menschliche Frau bereitwillig den vampirischen Kuss und schließt mit einer Liebesbekundung.

„Frau: Lass mich Deinen Kuss begrüßen:

Frau: Den selbstzerstörerischen Kuss …

Mann: Gebe Dich mir hin!

Mann: Ich war von Trauer erfüllt

Mann: Ich war so untröstlich / Frau: … bis ich sterbe, umarme mich.

Mann: Doch Du hast die Liebe entfacht … / Frau: Und ich werde wieder auferstehen …

Frau: Ich liebe Dich …“

## Bedeutung
Der Tanz der Schatten wurde in den 1990er-Jahren zu einem immensen Club-Hit auf der Schnittmenge der schwarzen- und der Metal-Szene. In dem Erfolg des Stücks kumulierte die seit Beginn der 1990er-Jahre forcierte Annäherung der beiden Szenen hin zu dem ausgiebigen Erfolg unterschiedlicher Varianten des Crossovers von schwarzer Musik mit Metal in der zweiten Hälfte der 1990er-Jahre.

„Mit ‚Der Tanz Der Schatten‘ hat man einen ordentlichen Club-Hit im Gepäck. Jede Party, jede Disco, die sich ein bisschen den düsteren Klängen, verschrieben hat, sei es Metal oder Gothic, nimmt den Titel in die Playlist auf – passend zur Geburtsstunde entsprechender Veranstaltungsreihen, die die Genregrenzen zwischen den Subkulturen Gothic und Metal weiter auflösen.“